# Monocentrota pecuris
Monocentrota pecuris är en tvåvingeart som beskrevs av Cao och Xu 2007. Monocentrota pecuris ingår i släktet Monocentrota och familjen platthornsmyggor. Inga underarter finns listade i Catalogue of Life.